# Yanou
Yanou, właśc. Yann Peifer (ur. 1974) – niemiecki producent muzyki eurodance. Wraz z DJ–em Manianem współtworzy projekty muzyczne Tune Up!, R.I.O. oraz Cascada wraz z Natalią Horler. Na rynku muzycznym działa od 1997 roku. Rozpoczynał działalność wraz z BEAM-em (Michael Urgacz).

## Dyskografia
- 1997: "On V Ya" – Beam & Yanou
- 1998: "Paraiso" – Beam & Yanou
- 2000: "Rainbow of Mine" – Beam & Yanou
- 2000: "The Sound of Love" – Beam & Yanou
- 2000: "Freefall" – Beam & Yanou
- 2001: „Heaven” – DJ Sammy and Yanou ft. Do (UK #1, US #8)
- 2002: „Heaven (Candlelight Mix)” – DJ Sammy and Yanou ft. Do
- 2002: „On & On” – Yanou ft. Do
- 2005: „Everytime We Touch (Yanou’s Candlelight Mix)” – Cascada
- 2006: „King of My Castle” – Yanou ft. Liz
- 2007: „Sun Is Shining”- Yanou
- 2007: „What Hurts the Most (Yanou’s Candlelight Mix)” – Cascada
- 2008: „A Girl Like You” – Yanou ft. Mark Daviz
- 2008: „Children Of The Sun” – Yanou
- 2009: „Brighter Day” – Yanou ft. Anita Davis
- 2009: „Draw The Line (Yanou’s Candlelight Mix)” – Cascada